# Charlie's Angels (película de 2019)
Charlie's Angels (Ángeles de Charlie en Hispanoamérica y Los ángeles de Charlie en España) es una película estadounidense de 2019 de acción y comedia. Fue escrita y dirigida por Elizabeth Banks a partir de una historia de Evan Spiliotopoulos y David Auburn. Protagonizada por Kristen Stewart, Naomi Scott y Ella Balinska como la nueva generación de Ángeles que trabajan para una agencia de detectives privada llamada Agencia Townsend, es una adaptación de Los ángeles de Charlie (2000).
El desarrollo de la película comenzó en septiembre de 2015 cuando Sony Pictures optó por reiniciar la serie tras la cancelación del reinicio de televisión de 2011. Meses después, Elizabeth Banks se unió al proyecto como directora, productora y escritora. Se hicieron anuncios de casting a lo largo de 2018, con la confirmación de que la propia Banks formaría parte del elenco. La fotografía principal comenzó en septiembre de 2018 y tuvo lugar en Alemania y Turquía.
El primer sencillo de la banda sonora de la película, "Don't Call Me Angel", interpretado por Ariana Grande, Miley Cyrus y Lana Del Rey, fue lanzado en septiembre de 2019, seguido de los respectivos lanzamientos de la banda sonora y el álbum de partituras el 1 y 8 de noviembre. Los Ángeles de Charlie se estrenó en cines de los Estados Unidos el 15 de noviembre de 2019 con críticas mixtas de los críticos y un pobre desempeño en la taquilla del fin de semana de apertura. Fue clasificada por USA Today y Variety como una de las mayores decepciones de taquilla de 2019. La película finalmente recaudó $73.3 millones en todo el mundo contra un presupuesto de producción estimado de $48-55 millones.

## Argumento
Un equipo de Ángeles, liderado por el operativo principal John Bosley, captura al malversador internacional Jonny Smith en Río de Janeiro y lo entrega a las autoridades estadounidenses. Un año después, la división europea de la Agencia Townsend es informada de que Elena Houghlin, una ingeniera y programadora empleada por el empresario Alexander Brok, quiere exponer a sus superiores, a saber, el jefe de desarrollo de Brok, Peter Fleming, por encubrir un descubrimiento sobre cómo un dispositivo de conservación de energía que ella ayudó a inventar, llamado Calisto, tiene el potencial de desencadenar ataques fatales cuando se usa. Ella se reúne con el operativo Edgar "Bosley" en Hamburgo para entregar sus hallazgos, pero un asesino llamado Hodak embosca la reunión y posteriormente mata a Edgar y deja a Elena ahogada. La protegida de Edgar, Jane Kano, la rescata y la lleva al operativo Rebekah "Bosley" con la ayuda de su compañera, Sabina Wilson. Mientras tanto, John, quien desde entonces se retiró de la agencia, descubre que Rebekah lo etiquetó con el implante subdérmico especializado de la agencia sin su conocimiento.
Rebekah le encomienda a Sabina y Jane, junto con Elena, irrumpir en la sede corporativa de Brok para robar los prototipos restantes de Calisto antes de que puedan duplicarse. Elena encuentra uno de los dispositivos, pero se ve obligado a usarlo para escapar, matando a un guardia de seguridad en el proceso, mientras que los otros prototipos ya se han ido, y Fleming es identificado como el ladrón. Rebekah lo rastrea hasta Estambul, donde Jane utiliza uno de sus viejos contactos de inteligencia, Fátima, para localizar a Fleming. Lo siguen hasta una cantera remota, donde se revela que el Smith supuestamente encarcelado es el intermediario de Fleming para vender Calisto. Hodak también está presente y mata a Fleming antes de que los Ángeles rompan la venta. Rebekah desaparece de repente, permitiendo que Smith y Hodak escapen con los prototipos.
Al regresar a su refugio, Sabina comparte su creciente creencia de que Rebekah está trabajando en secreto contra la agencia y los ha estado manipulando para robar a Calisto para su propio beneficio. Mientras los tres reflexionan sobre la sospecha de Sabina, la casa de seguridad es bombardeada. Rebekah aparece solo para ser disparada por John, quien ha venido a rescatar a Elena. Sabina y Jane logran sobrevivir y buscan ayuda médica de Fátima. Rebekah reaparece y explica que John es el verdadero traidor y que ha pasado las últimas décadas construyendo en secreto su propia red dentro de la agencia después de que fue ignorado para suceder al fallecido Charlie Townsend.
John lleva a Elena a una fiesta organizada por Brok en Chamonix, quien se revela como el autor intelectual detrás del intento de asesinar a Elena y, sin que él lo sepa, el plan de John de convertir a Calisto en un arma. Usando al colega de Elena Langston como rehén, John la obliga a programar un dispositivo Calisto para matar a Langston y a ella misma antes de irse. Los Ángeles, después de deducir su plan debido a la información proporcionada por Smith, quien luego se reveló que desertó a su lado, aparecen y rescatan a Elena y Langston, Elena ya ha desactivado el dispositivo Calisto. Jane exige venganza empalando a Hodak en un pico, mientras Rebekah se pone al día con John y sus hombres. Superados en número, tiene a otros Ángeles haciéndose pasar por invitados que someten a los hombres, después de lo cual Sabina golpea a John con un puñetazo. Brok es arrestado por conspiración, y Jane y Langston comienzan una relación. Elena es reclutada como Ángel por la Agencia Townsend después de pasar una serie de ejercicios de entrenamiento rigurosos.
En una escena poscréditos, Elena recibe un tatuaje oficial de los Ángeles y felicitaciones de Charlie.

## Reparto

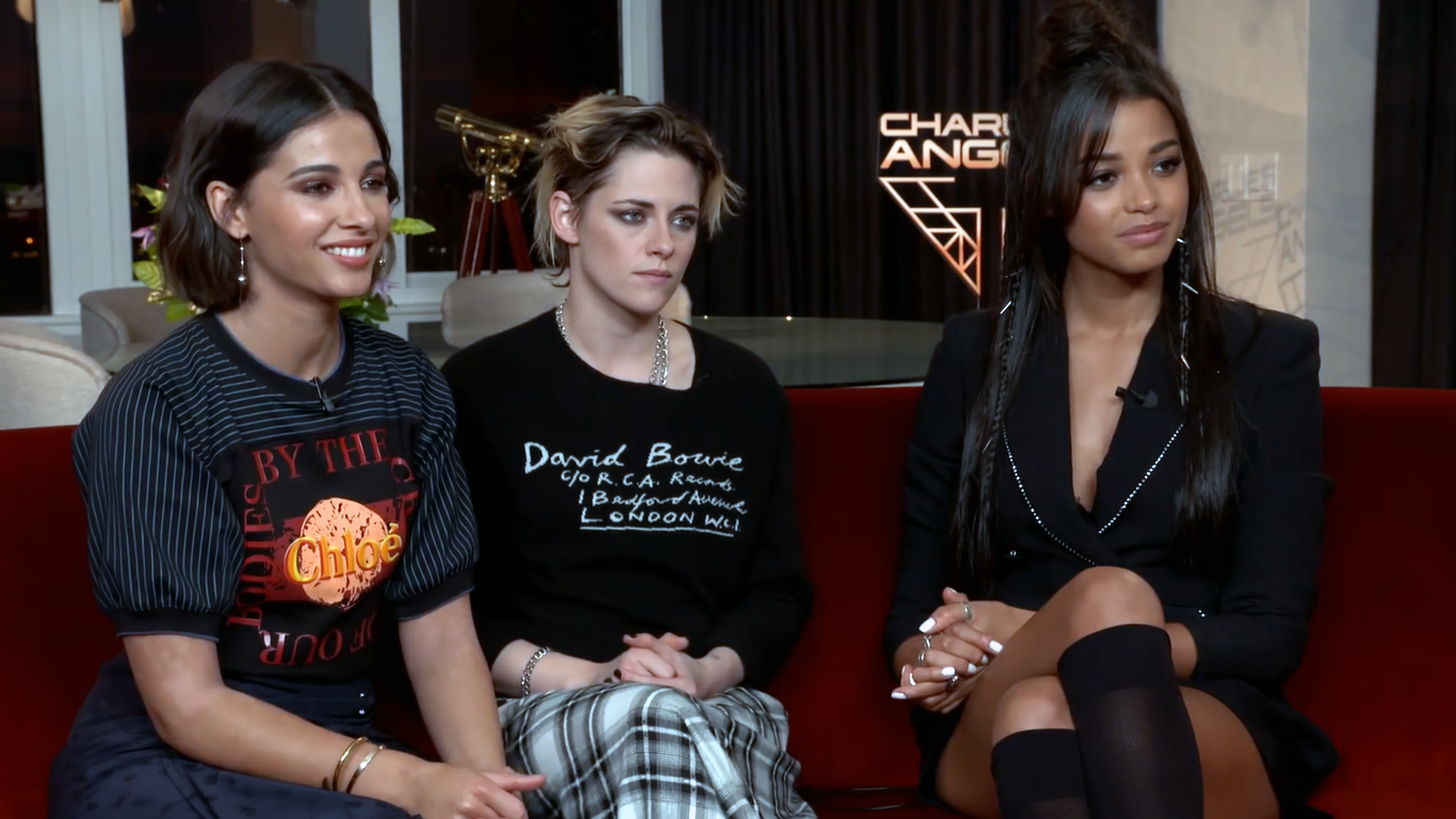
Las actrices Naomi Scott, Kristen Stewart y Ella Balinska durante una entrevista para promocionar la película en noviembre de 2019

- Kristen Stewart como Sabina Wilson.
- Naomi Scott como Elena Houghlin, la creadora del proyecto Calisto.
- Ella Balinska como Jane Kano, una exagente MI6.
- Elizabeth Banks como Rebekah "Bosley".
- Patrick Stewart como John Bosley, el primer y original asistente de Charlie. Stewart reemplaza a Bill Murray, quien interpretó al personaje en la primera entrega.[5]
- Djimon Hounsou como Edgar "Bosley" Dessange.
- Sam Claflin como Alexander Brock.[6]
- Jonathan Tucker como Hodak.
- Nat Faxon como Peter Fleming.
- Chris Pang como Jonny Smith.
- Luis Gerardo Méndez como The Saint.
- Noah Centineo como Langston.
- Hannah Hoekstra como Ingrid.
- Marie-Lou Sellem como Fátima Ahmed.
- Robert Clotworthy como la voz de Charles "Charlie" Townsend, el dueño de la Agencia Townsend. Clotworthy reemplaza a John Forsythe, quien expresó el personaje en la serie de televisión y entregas anteriores, luego de la muerte de Forsythe en 2010.[7]

Apareciendo como nuevos ángeles reclutados realizan cameos en la película Hailee Steinfeld, Lili Reinhart, Aly Raisman, Huda Kattan y Chloe Kim; Ronda Rousey, Danica Patrick y Laverne Cox como instructores de los Ángeles; y Michael Strahan como "Bosley" de la sucursal en Nueva York de la Agencia Townsend. Jaclyn Smith también hace un cameo como Kelly Garrett, repitiendo a su personaje de la serie de televisión, marcando su segunda aparición en la serie de películas después de Los ángeles de Charlie: Al límite. Aparecen fotografías fijas de Kate Jackson, Farrah Fawcett, Cheryl Ladd, Cameron Díaz, Drew Barrymore y Lucy Liu representando sus respectivos personajes de la serie de televisión y las entregas anteriores. También aparecen en una pantalla en la oficina de Los Ángeles de la Agencia Townsend.

## Producción
Sony Pictures Entertainment anunció en septiembre de 2015 que reiniciaría la franquicia de Charlie's Angels y Elizabeth Banks estaba en conversaciones para dirigir la película. Banks también produciría la película junto con su socio de Brownstone Productions, Max Handelman. El 16 de diciembre de 2015, Sony contrató a Evan Spiliotopoulos para escribir el guion de la película de reinicio. Banks fue anunciada oficialmente como directora de la película en abril de 2016 y reescribió el guion, que había sido reescrito por Jay Basu, junto con retoques anteriores de Craig Mazin y Semi Chellas.
En julio de 2018, se anunció que Kristen Stewart, Naomi Scott y Ella Balinska interpretarían al trío líder del equipo de lucha y Banks también aparecería como Bosley, con la película con múltiples personajes llamados Bosley. Doug Belgrad también produciría la película a través de su Entretenimiento 2.0, junto con Elizabeth Cantillon, Banks y Handelman, mientras que Banks y Jay Basu escribieron el guion con los primeros borradores de Craig Mazin y Semi Chellas. En septiembre, Patrick Stewart fue elegido como el segundo Bosley. Ese mismo mes, Luis Gerardo Méndez y Jonathan Tucker se unieron al elenco de la película, con Djimon Hounsou como el tercer Bosley, mientras que Bill Pope fue anunciado como el director de fotografía de la película. En octubre de 2018, Sam Claflin, Noah Centineo, Chris Pang y Nat Faxon se unieron al elenco de la película.
La fotografía principal de la película comenzó el 24 de septiembre de 2018. La filmación tuvo lugar en la Filarmónica del Elba en Hamburgo, Alemania, del 2 al 7 de octubre de 2018. A principios de diciembre de 2018, se realizaron más filmaciones en el Bazar de las Especias, el Hipódromo de Veliefendi y en Sultanahmet en Estambul, Turquía.  La filmación finalizó el 9 de diciembre de 2018.
Más tarde se reveló que la nueva película no sería un reinicio o una nueva versión, sino más bien una continuación que incorporará los eventos de la serie de televisión original y las películas dirigidas por McG. También se reveló que Drew Barrymore, quien produjo y protagonizó las entregas anteriores de la película, fue el productor ejecutivo de la película. El productor de la serie original y las dos primeras películas, Leonard Goldberg, también se unió como productor ejecutivo.

## Banda sonora
El músico Brian Tyler compuso la partitura de la película, mientras que la cantante Ariana Grande co-ejecutiva produjo la banda sonora junto con el productor musical Savan Kotecha y el ejecutivo discográfico Scooter Braun. Grande colaboró con sus compañeros cantantes Miley Cyrus y Lana Del Rey en una canción titulada "Don't Call Me Angel", que fue lanzada como el sencillo principal de la banda sonora el 13 de septiembre de 2019. El 11 de octubre de 2019 se lanzó un sencillo promocional "How It's Done" de Kash Doll, Kim Petras, Alma y Stefflon Don. El 23 de octubre de 2019 se lanzó un segundo sencillo promocional "Pantera" de la cantante brasileña Anitta. La banda sonora y los álbumes de partituras fueron lanzados el 1 y 8 de noviembre de 2019, respectivamente.

## Estreno

### Teatral
Los Ángeles de Charlie fue lanzada el 15 de noviembre de 2019 por Columbia Pictures. Antes de esto, Sony Pictures Releasing también reveló que la película también se lanzaría en formato IMAX en teatros seleccionados. El lanzamiento de la película se planeó originalmente para el 1 de noviembre de 2019, pero se retrasó para evitar la competencia con Terminator: Dark Fate.
El primer tráiler teatral de la película fue lanzado el 27 de junio de 2019. Un segundo y último tráiler fue lanzado el 11 de octubre de 2019. Si bien Sony originalmente tenía la intención de gastar $100 millones para promocionar la película, la compañía redujo el costo promocional general a aproximadamente $50 millones a la luz del bajo rendimiento de la película en su primer fin de semana.

### Versión Casera
Los Ángeles de Charlie se lanzó digitalmente el 18 de febrero de 2020 y en Blu-ray y DVD el 10 de marzo de 2020.

## Recepción

### Taquilla
Al 26 de marzo de 2020, Charlie's Angels ha recaudado $17.8 millones en los Estados Unidos y Canadá, y $55.5 millones en otros territorios, para un total mundial de $73.3 millones.
En los Estados Unidos y Canadá, la película se estrenó junto a Ford v Ferrari y The Good Liar, y se proyectó que recaudaría entre 10 y 12 millones de dólares de 3452 cines en su primer fin de semana. Sin embargo, después de ganar $3.1 millones en su primer día (incluyendo $900,000 de las previsualizaciones de la noche del jueves), debutó a solo $8.4 millones, terminando en el tercer lugar. Tras el pobre fin de semana de estreno de la película, Deadline Hollywood citó la respuesta crítica mixta de la película y la falta de interés del público en la franquicia como razones del bajo rendimiento, mientras que The Hollywood Reporter observó que la película específicamente "no logró atraer a los cinéfilos mayores de 35 años", así como "las mujeres más jóvenes, su público objetivo, en cantidades suficientes". En respuesta al bajo rendimiento del fin de semana de apertura de la película, Banks declaró que estaba orgullosa de la película a pesar de recaudar por debajo de las expectativas. Cayó 61% a $3.2 millones en su segundo fin de semana, terminando en octavo. USA Today y Variety clasificaron la película como uno de los mayores fracasos de taquilla de 2019.

### Crítica
En Rotten Tomatoes, la película tiene un índice de aprobación del 51% con un puntaje promedio de 5.36/10, basado en 220 reseñas. El consenso de críticos del sitio web dice: "En serio y enérgico, aunque un poco desigual, los pulposos Ángeles de Elizabeth Banks le dan un nuevo toque a la franquicia con actuaciones divertidas de sus tres protagonistas". En Metacritic, la película tiene una puntuación promedio ponderada de 52 de 100, basados en 41 críticos, que indican "revisiones mixtas o promedio". El público encuestado por CinemaScore le dio a la película una calificación promedio de "B +" en una escala de A + a F, mientras que aquellos en PostTrak le dieron una puntuación positiva general del 69% (incluido un promedio de 3 de 5 estrellas), con un 46% diciendo que definitivamente lo recomendaría.
Beandrea July de The Hollywood Reporter elogió cómo la película "honra a sus precursores al tiempo que se eleva más allá de ellos", mientras Sandra Hall de The Sydney Morning Herald opinó que la película irradia una "sensación alegre" e incorpora "algunos buenos" giros en la trama, muchas bromas de buen humor y la diversión habitual de la afición al disfraz de los Ángeles". Owen Gleiberman, de Variety, elogió la dirección de Elizabeth Banks como fuente de la fuerza de la película, afirmando que Banks "demuestra ser una cineasta que puede montar fuegos artificiales con un toque extremo". Al escribir para The Boston Globe, Tom Russo consideró favorablemente la actuación de Kristen Stewart como "una mezcla completamente inesperada, quién sabe de sexy y excéntrica". Del mismo modo, Mark Lieberman de The Washington Post escribió que Stewart "eclipsa a todos, desde el primer plano de apertura en su sonrisa alegre hasta su variedad de trajes coloridos, desenfrenados desenfrenados y opciones de postura poco convencionales".
En una crítica mixta, Peter Travers de Rolling Stone fue crítico con el ritmo y el diálogo cómico de la película, pero destacó a Stewart, Naomi Scott y Ella Balinska como "los ángeles que necesitas cuando una película necesita ser rescatada". De manera similar, Michael Phillips de The Chicago Tribune comentó que los personajes de la película "se divierten y nosotros tenemos un porcentaje razonable de los suyos". Por el contrario, Johnny Oleksinski del New York Post señaló que las tres actrices "hacen clic como una unidad, pero carecen de gran parte de la exuberancia y el carácter distintivo de sus predecesores". Stephanie Zacharek, de Time, consideró negativamente la película como "una película de acción peluda e indiferente que es demasiado desordenada para ser divertida". Kenneth Turan, del Los Angeles Times, consideró que la trama era "demasiado complicada". Adam Graham, de The Detroit News, criticó la película como "pasada de moda", y en una crítica aún más mordaz, el columnista de la BBC Online Nicholas Barber la calificó de "sombríamente poco imaginativa" y "tediosamente formulada".

### Premios y nominaciones
| Premio                                     | Fecha de la ceremonia   | Categoría                                            | Destinatario (s)                       | Resultado | Referencia(s) |
| ------------------------------------------ | ----------------------- | ---------------------------------------------------- | -------------------------------------- | --------- | ------------- |
| Alianza de Mujeres Periodistas de Cine     | 10 de enero de 2020     | Actriz que más Necesita un Nuevo Agente              | Kristen Stewart (también para Seberg)  | Nominada  | [ 69 ]        |
| Alianza de Mujeres Periodistas de Cine     | 10 de enero de 2020     | Secuela o Nueva Versión que no Debería Haberse Hecho | Los Angeles de Charlie                 | Ganadora  | [ 69 ]        |
| Sociedad de Críticos de Cine de Hawái      | 13 de enero de 2020     | Peor Película del año                                | Los Angeles de Charlie                 | Nominada  | [ 70 ]        |
| Premios Hollywood Music in Media           | 20 de noviembre de 2019 | Mejor Álbum de Banda Sonora                          | Los Angeles de Charlie (banda sonora)" | Nominada  | [ 71 ]        |
| Premios Nacionales de Cine del Reino Unido | 20 de marzo de 2020     | Mejor Actriz                                         | Ella Balinska                          | Nominada  | [ 72 ]        |
| Premios Satellite                          | 19 de diciembre de 2019 | Mejor Canción Original                               | "Don't Call Me Angel"                  | Nominada  | [ 73 ]        |